# Década de 610
Séculos: (Século VI - Século VII - Século VIII)
Décadas: 560 570 580 590 600 - 610 - 620 630 640 650 660
Anos: 610 - 611 - 612 - 613 - 614 - 615 - 616 - 617 - 618 - 619